# Matosinhos
Matosinhos is een plaats en gemeente in het Portugese district Porto.
De gemeente heeft een totale oppervlakte van 62 km² en telde 167.026 inwoners in 2001.
In Matosinhos ligt de haven van Leixões met de grootste haveninfrastructuur in de noordelijke regio van Portugal en een van de belangrijkste in het land.

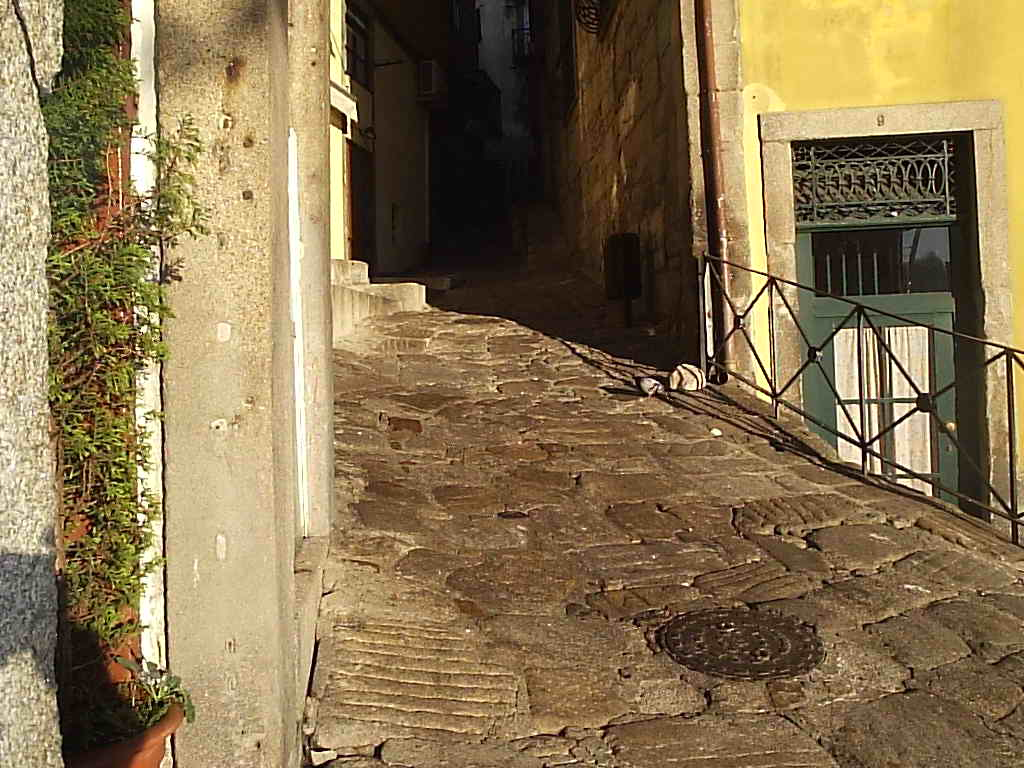
Steegje

## Freguesias(deelgemeenten) in de gemeente Matosinhos
Tot 2013 telde Matosinhos tien freguesias:
- Custóias
- Guifões
- Lavra
- Leça da Palmeira
- Leça do Balio
- Matosinhos
- Perafita
- Santa Cruz do Bispo
- São Mamede de Infesta
- Senhora da Hora

De bestuurlijke reorganisatie van 2013 heeft dit aantal teruggebracht tot vier:
- Custóias, Leça do Balio e Guifões
- Matosinhos e Leça da Palmeira
- Perafita, Lavra e Santa Cruz do Bispo
- São Mamede de Infesta e Senhora da Hora

Freguesias in de gemeente Matosinhos

## Architectuur
In het stadsdeel Leça da Palmeira staan aan het strand twee bouwwerken van de beroemde architect Álvaro Siza
- Casa de Chá da Boa Nova (Theehuis van Boa Nova). Dit restaurant staat vlak bij de vuurtoren Boa Nova en is gebouwd in 1958-1963.[1]
- Piscinas de Marés de Leça da Palmeira (Zwembaden aan zee van Leça da Palmeira). Dit complex van zwembaden is gebouwd in 1961-1966.[2]

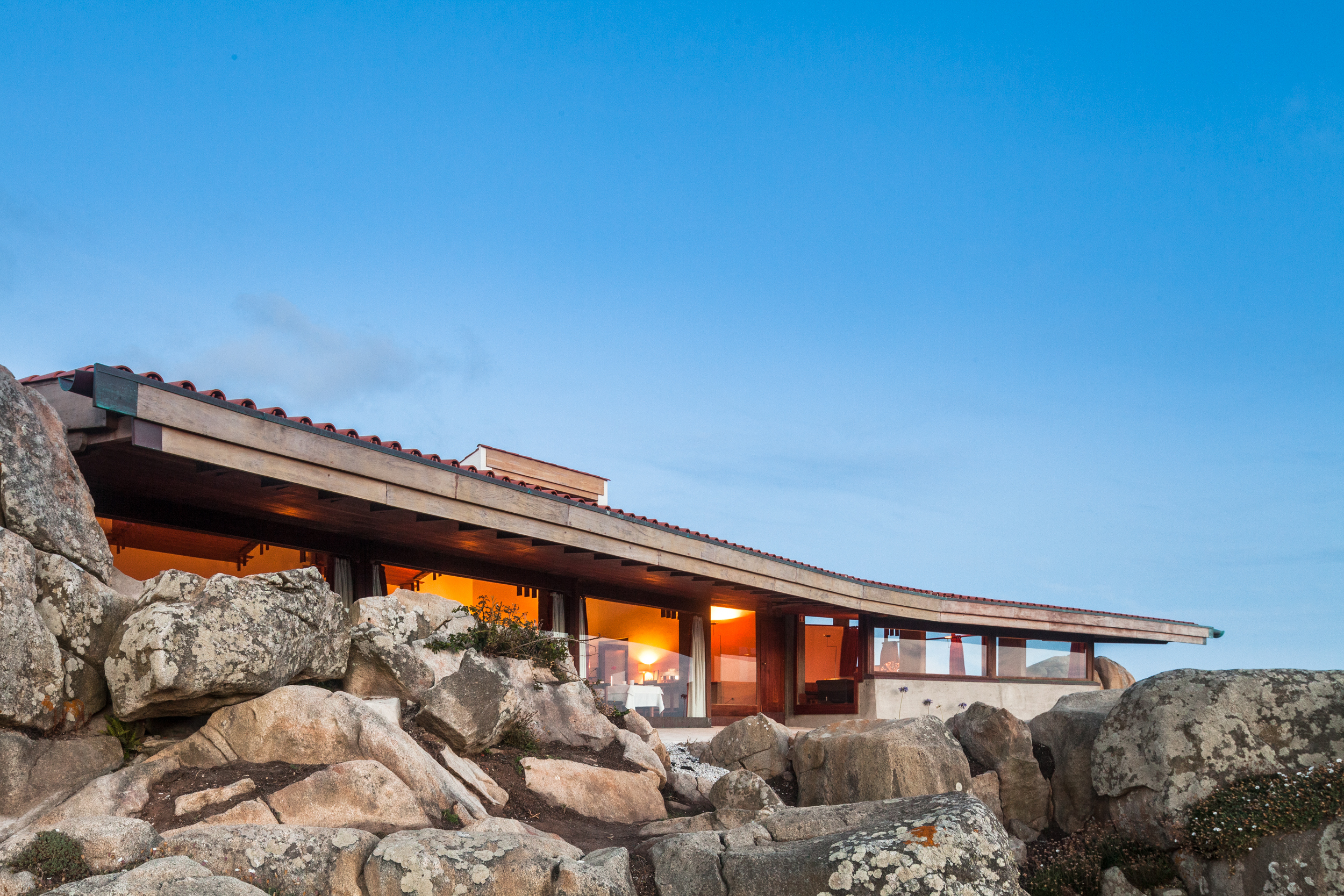
Casa de Chá da Boa Nova
Casa de Chá da Boa Nova
Casa de Chá da Boa Nova - interieur
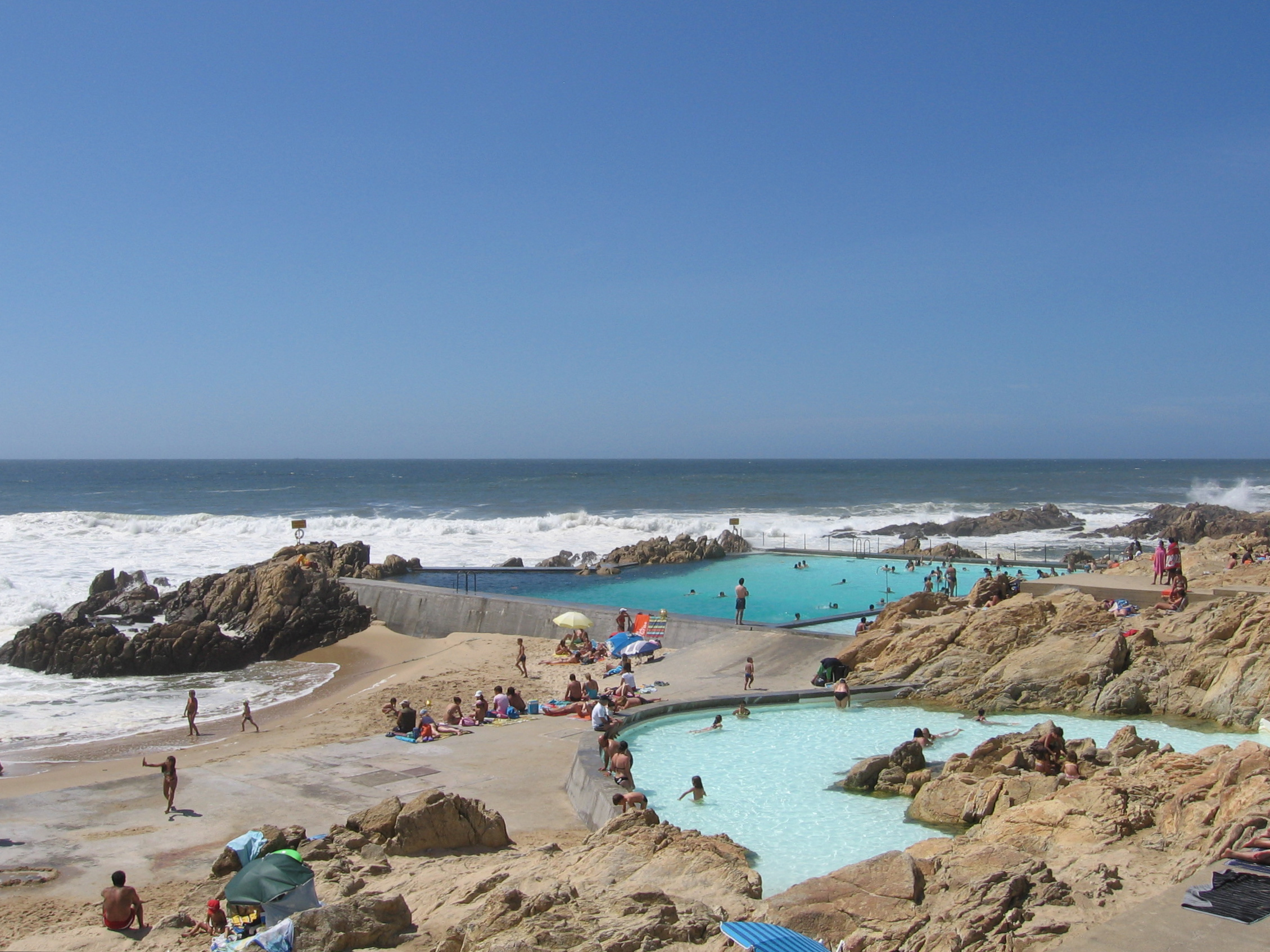
Piscinas de Marés de Leça da Palmeira
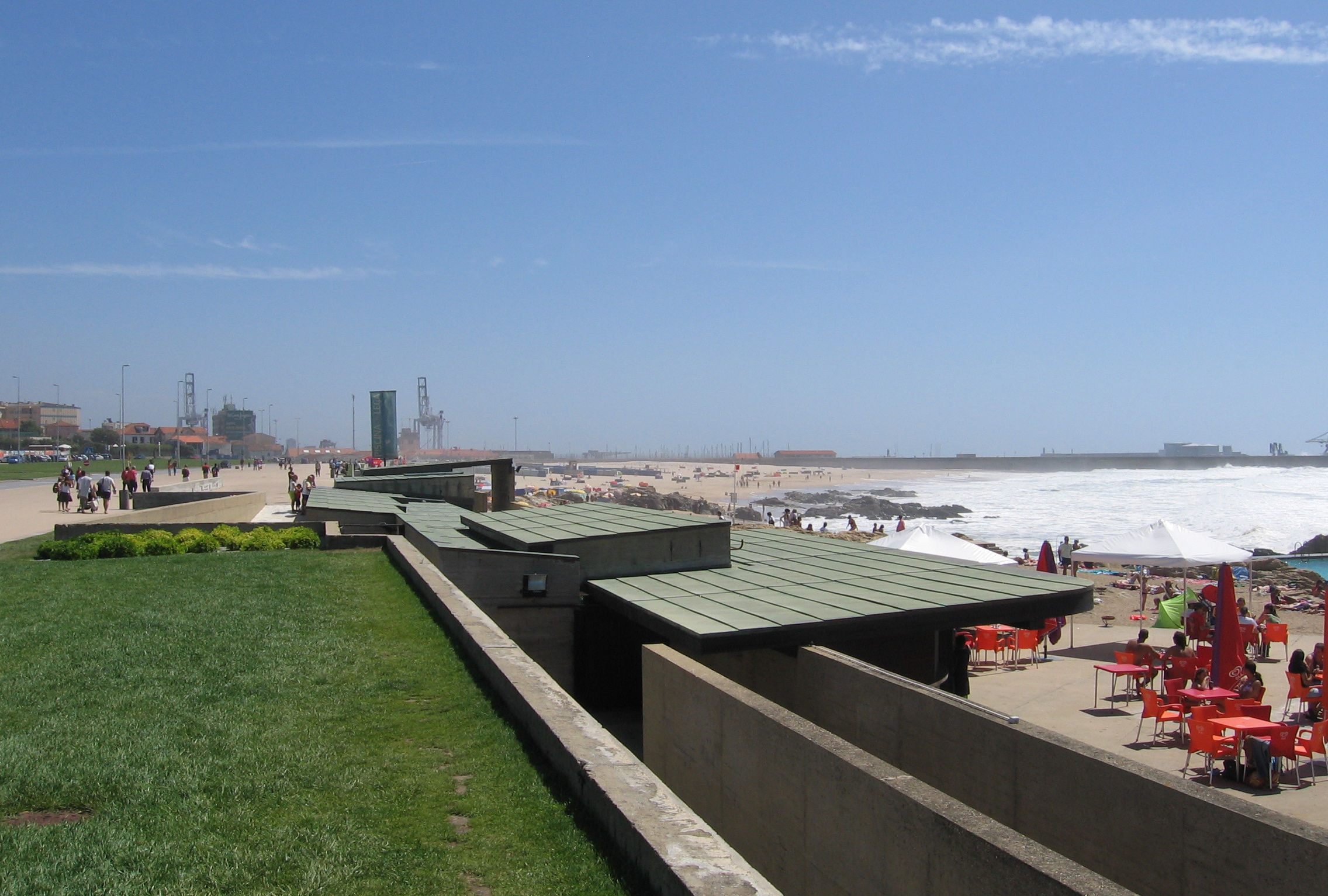
Piscinas de Marés de Leça da Palmeira

## Sport
Leixões SC is de betaaldvoetbalclub van Matosinhos.